# 서울 경전철 강북횡단선
서울 경전철 강북횡단선(-輕電鐵江北橫斷線)은 청량리역과 목동역을 잇는 서울 경전철 노선이다.

## 개요
2019년 2월 20일에 서울특별시청이 공개한 서울의 균형 발전을 위한 제2차 도시철도망 구축 계획에서 새로 포함되었다. 서울특별시청에서는 2028년까지 진행될 제2차 도시철도망 구축 계획에서 2021년에 강북횡단선을 착공하고 4~5년 뒤에 개통한다는 계획을 세웠다. 2020년 11월 17일에 국토교통부가 강북횡단선을 포함한 제2차 서울특별시 도시철도망 구축 계획을 공식 승인하여 관보에 게재되었다.
2021년 8월에는 기획재정부가 서울 경전철 강북횡단선을 2021년 제2차 예비타당성 조사 대상 사업으로 선정했다. 그러나 2024년 6월 5일에 실시된 기획재정부의 2024년 제4차 재정사업평가위원회 예비타당성조사 심의에서 경제성(B/C) 지수 0.57, 종합평가(AHP) 0.364를 기록하여 탈락함에 따라 일시 중단된 상태이다.